# Малоклузија
Малоклузија (лат. malocclusio) је углавном наследни поремећај у коме горњи и доњи зуби не пристају својим квржицама тачно једни на друге, јер зуби при расту заузимају абнормалан положај и не могу несметано да обављају своју функцију. Понекад је због малоклузије доња вилица померена у односу на горњу, што ствара болове у виличном зглобу или доводи до његовог оштећења.
Код већине људи се среће одређени степен малоклузије, али он углавном не захтева икакав третман. У случају истовременог присуства неколико малоклузија спроводи се ортодонтски или хируршки захват, како би се поремећај ублажио или исправио. Корекција малоклузије спречава оштећење (пропадање) зуба и смањује притисак на вилични зглоб.
У оквиру ортодонтског лечења, један од најчешћих видова хируршке терапије јесте вађење зуба. То ствара основу за почетак рада ортодонта. Најчешће се ваде зуби најближи аномалији, односно примењује се тзв. „дозирана екстракција“ која подразумева вађење зуба у зависности од локалног налаза. Циљ је да се добије добар однос у пределу секутића у сва три правца (вертикалном, трансверзалном и сагиталном), добар оклузални однос бочних зуба и постигне континуитет зубног низа. Најчешће се ваде премолари и молари, мада се може екстрахирати било који зуб у обе вилице. Тиме се ствара простор за ницање неизниклих зуба или омогућава померање постојећих.
Специјалиста за ортодонцију може да исправи малоклузију примењујући трајан благи притисак на зубе уз помоћ денталних протеза (ортодонтских апарата). То доводи до ресорпције алвеоларне кости на компримованој страни зуба и стварања нове кости на страни његовог затезања. На тај начин се зуб постепено помера у нормалан положај.
У раном узрасту (до тринаесте године) третман се спроводи покретним плочастим или функционалним апаратима, који се носе неколико сати дневно и током целе ноћи. За ефикасније деловање може се употребити и фиксни ортодонтски апарат, који се ставља на сталне зубе и који знатно скраћује укупно време ношења протезе.
Разлика између фиксних и мобилних апарата је у јачини механичких сила које исправљају зубе, врсти жице, прецизности и брзини исправљања аномалије. Мобилна протеза коју корисник сам вади препоручује се млађој деци када су у питању мање аномалије, док се фиксна обично препоручује коф формираних аномалија са већим неправилностима зуба, и кад мобилна протеза не може да пружи задовољавајуће ефекте.
Период ношења апарата се обично дели на активни и ретенциони период. У активном периоду се врши благо померање зуба у жељену (исправну) позицију. Овај период траје 1-2 године. Када су зуби доведени у жељену позицију они треба ту и да остану, што обезбеђује ношење апарата у тзв. ретенционом периоду.
Изразито тешки поремећаји захтевају сарадњу ортодонта, максилофацијалног хирурга, протетичара и других специјалиста, и овакве терапије се често завршавају тек у одраслом добу пацијента.

## Класификација
Узимајући као референтан однос горњих и доњих првих молара у завршном оклузионом положају мандибуле, Едвард Англе (који се сматра оцем модерне ортодонције) је 1899. године извршио поделу међусобног односа денталних лукова и малоклузија у три класе.
Класа I је присутна код 78,3% одрасле популације и подразумева следеће односе:
- горњи и доњи предњи зуби остварују благ вертикални и хоризонтални преклоп, а њихове осовине заклапају угао од 130º,
- сваки зуб оклудира са два зуба из супротне вилице (осим доњег централног секутића и горњег умњака),
- букомезијална квржица доњег првог кутњака контактира са маргиналним гребенима горњих антагониста,
- букомезијална квржица горњег првог кутњака прекрива бразду између букалних квржица доњег првог кутњака,
- лингвомезијална квржица горњег првог кутњака контактира са централном јамом на гризној површини доњег првог кутњака.[5]

Класа II се среће код 19,2% одраслих особа. За њу је карактеристично да је тело доње вилице постављено дистално у односу на тело горње вилице (дистооклузија). Ова класа се дели на одељење 1 и одељење 2. У првом случају јавље се протрузија (померање напред) горњих предњих зуба и велики хоризонтални преклоп. Код одељења 2 јавља се ретрузија (померање уназад) горњих предњих зуба и велики вертикални преклоп.
Код класе III доња вилица је померена унапред у односу на горњу (мезиооклузија), а за буколингавлни однос бочних зуба је карактеристичан обрнути преклоп или укрштени загрижај. Овакав однос се среће код 2,5% одраслих особа у једној популацији.
Многи аутори су извршили даљу модификацију Англеове поделе, тако да су настали разни подтипови малоклузије.